# Jalen Reynolds
Jalen Dior Reynolds (Livonia, Míchigan, 30 de diciembre de 1992) es un jugador de baloncesto estadounidense que mide 2,08 metros de altura y ocupa la posición de pívot. Pertenece a la plantilla del Unics Kazan que compite en la VTB United League.

## Trayectoria Profesional
Tras no ser elegido en el Draft de la NBA de 2016, fichó por el Unione Sportiva Basket Recanati italiano, para competir en Lega Due.
En enero de 2018, para la segunda vuelta de la competición firma con el Grissin Bon Reggio Emilia de LEGA Serie A.
En mayo de 2018 fichó por el FC Barcelona de la Liga Endesa para reforzar al FC Barcelona, y suplir la baja de Kevin Seraphin. El jugador promedió en Italia 11 puntos y 7 rebotes en 25 partidos.
El 5 de julio de 2018 se hace oficial su fichaje por el Zenit de San Petersburgo ruso por una temporada.
A finales de diciembre de 2019, tras haber comenzado la temporada en Zhejiang Guangsha Lions chino, ser cortado y haber regresado a la G League con los Stockton Kings estadounidense, es fichado por el Maccabi FOX Tel Aviv israelí.
En verano de 2020, firma por el Bayern de Múnich que compite en la BBL.
El 23 de junio de 2021, regresa al Maccabi FOX Tel Aviv que compite en la Ligat Winner.
El 15 de julio de 2022 se hace oficial su fichaje por el UNICS Kazán ruso.